# 번 (머리 모양)

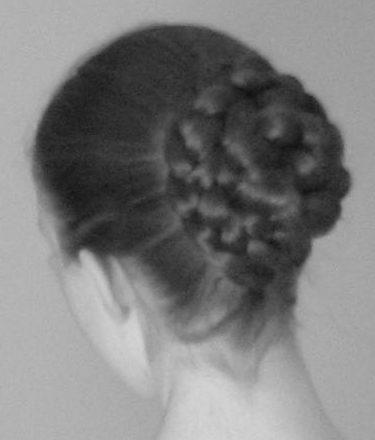
후두부의 경단형의 번

번(bun)은 묶은 머리카락을 사이드나 후두부에서 정리한 헤어스타일이다. 간단하게 말하면 포니테일을 둥글게 모은 것이다.
그 형상으로부터 「경단(머리)」이라고 불리는 일도 있다. 그러나, 단지 둥글게 정리하는 것만이 아니고, 그 시대나 기호의 형태로 자재로 변화하고 있어, 많은 바리에이션이 있다. 발레리나가 자주 이 머리 모양을 하고 있어, 긴 머리카락을 정리하는 스타일 때문에, 머리카락이 드레스나 목걸이에 걸리는 것이 없다. 그 때문에, 의복이나 장신구의 아름다움을 두드러지게 하는데 적합한 머리 모양이라고 말할 수 있다. 또, 스케이트 선수도 이 헤어스타일을 하고 있는 사람이 증가하고 있다. 번은 만드는 위치나 크기에 의해서 인상이 강하게 바뀐다. 아래쪽에 번을 만들면 우아한 분위기가 되며, 위에 만들면 젊은 인상도 만들 수 있다.

## 번을 만드는 방법
번을 만들 때는, 어느 정도 긴 머리카락이 필요하고, 부족한 경우는 가발을 사용하기도 한다. 우선, 번을 만드는 위치에서 고무나 핀을 사용해 포니테일을 묶는다. 그 포니테일의 다발을 경단장에 말려 들게 말고, 번 핀 등으로 멈춘다. 제대로 고정할 때에는, 번캐프(번커버)나 헤어 왁스를 사용한다. 옷에 맞추거나 장식품을 붙이기도 한다. 현재는, 머리 부분 위에 이 머리 모양을 만드는 것이 많아지고 있다. 만드는 방법은 우선 머리카락을 고무끈으로 정리하고 나서 나머지의 고무로 번의 원 (밑에 가까운 머리카락을 굽혀 둥근 형태를 만든다)을 만들어, 거기에 남은 머리카락을 휘감는 것이다.

## 역사
번은 17세기에 벌써 존재해, 당시는 후두부에서 둥글게 정리하고 핀으로 세우는 간단한 것이었다. 18세기에서는 번을 크게 하고 볼륨을 갖게한 것이 많아져, 요즘의 프랑스에서는 별로 위에 만들어지지 않았다. 19세기가 되면, 높은 위치에서 만든 번을 펼치는 스타일도 볼 수 있게 된다. 1920년대에는 유명한 머리 모양이 되고, 몇 개의 바리에이션을 보이고 있다. 그러나 20세기 중순에는 스포츠가 일반적으로 되는 것에 따라, 머리카락을 쇼트로 하는 여성이 증가했기 때문에 긴 머리카락이 필요한 번의 수는 이전보다 줄어 들어 갔다. 1960년대 후반부터 1970년대 초두에는 에트워디안스타일(가슴을 강조해, 웨스트를 짜고, 가볍게 퍼진 스커트의 드레스)의 유행에 의해서, 거기에 어울리는 헤어스타일이라는 형태로 다시 번도 각광을 받았다. 패션 쇼에서는 의상을 눈에 띄게 하기 위해서, 머리카락이 의상에 걸리지 않는 번이 다용되듯이 되어 간다. 또, 유카타나 화복과 합하는 것도 많다.
현재는, 헤어피스를 사용하고 쇼트에서도 할 수 있는 간편한 것이나, 번에 리본 등에서 장식한다는 즐기는 방법도 나오고 있어 일반적인 머리 모양의 하나가 되어 있다. 번을 싸는 옷감 장식을 번캐프, 근원의 주위에 휘감는 장식을 슈슈(chouchou) 등이라고 불러, 어느쪽이나 간편하게 장착할 수 있도록 고무를 넣은 타입의 기성품이 판매되고 있다.

### 차이나 드레스와 번
중국에서는 청의 시대의 만주족의 여성의 머리 모양에, 양파두라는 머리카락을 두 개로 나누어 경단장에 감은 번의 일종이 계승가레라고 있었다. 만주족의 여성의 정장은 치파오라는 현대의 차이나 드레스의 전신이 된 민족복이며, 「차이나 드레스라면 양파두의 여성」이라는 개념은 일종의 연판이라고도 말할 수 있어 친숙한 곳이다.
만화·애니메이션·게임 등, 일본내의 각종 서브 컬처 작품 등에 있어도, 중국인 혹은 중화계의 루트를 가지는 캐릭터의 상징으로서 여성 캐릭터의 머리 모양에 차이나 드레스와  아울러 번이 채용되는 것이 많다.

### 일본의 서브 컬처에서의 번
일본의 서브 컬처에 등장하는 번의 캐릭터는 차이나옷을 입은 중국계의 인물, 메이드복을 휘감은 인물의 일부(많게는 프릴 첨부의 카튜샤) 등에 많이 볼 수 있다.
머리카락을 번으로 하고, 나머지의 장발을 트윈 테일과 같이 늘어뜨리는 캐릭터로서 「소녀전사 세일러문」의 주인공 츠키노 우사기가 있다. 극중에서도 다른 캐릭터로부터 트윈 테일은 아니고 「경단」 「경단머리」라고 별명으로 불리고 있다. 현실적으로 이 머리 모양을 만들려면 상당한 길이가 필요하고, 원작 만화의 2권으로 한 번 번을 풀어 신장보다 긴 머리카락의 모습이 그려져 있다.

## 번의 예

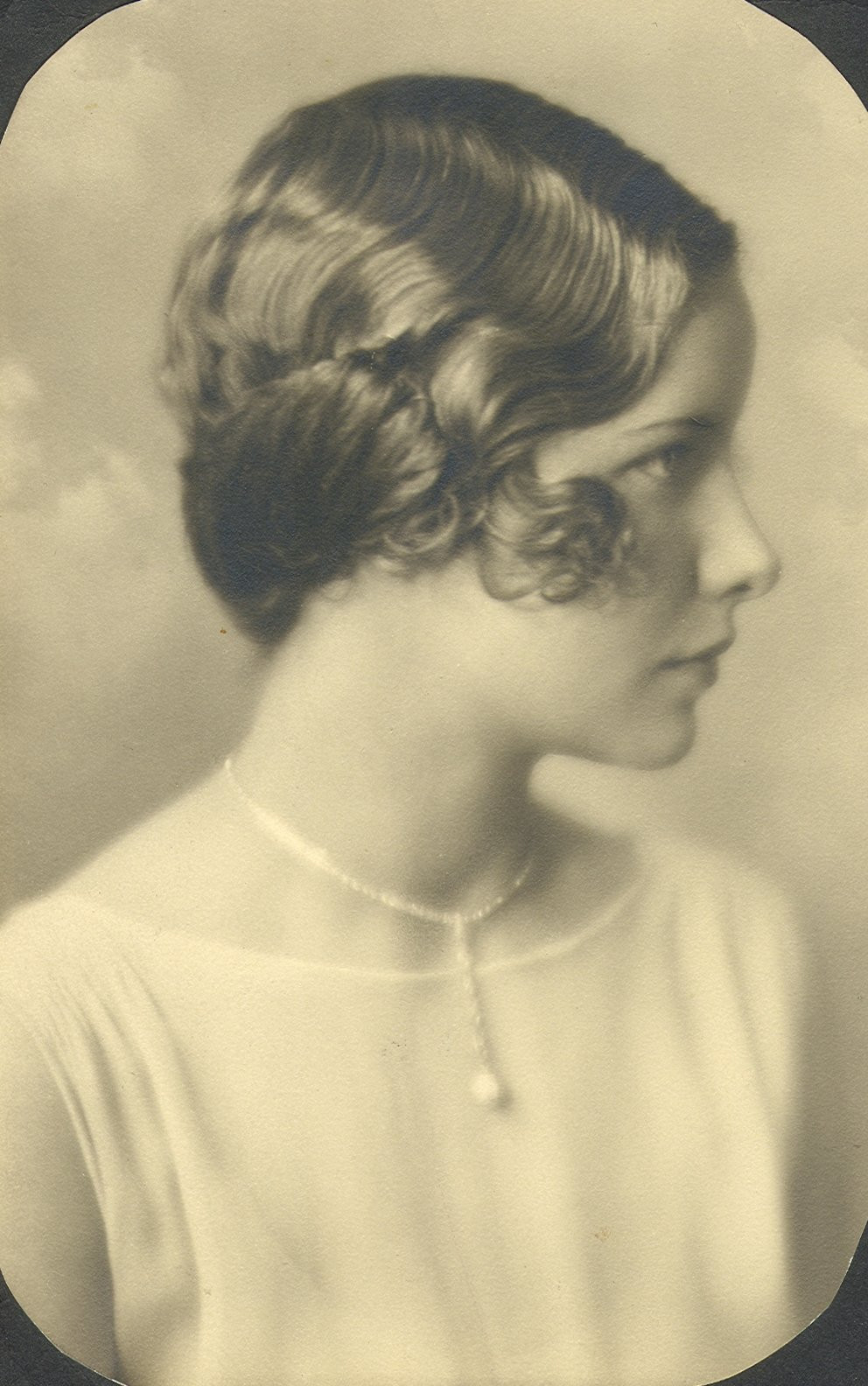
두측의 번(1920년즈음)
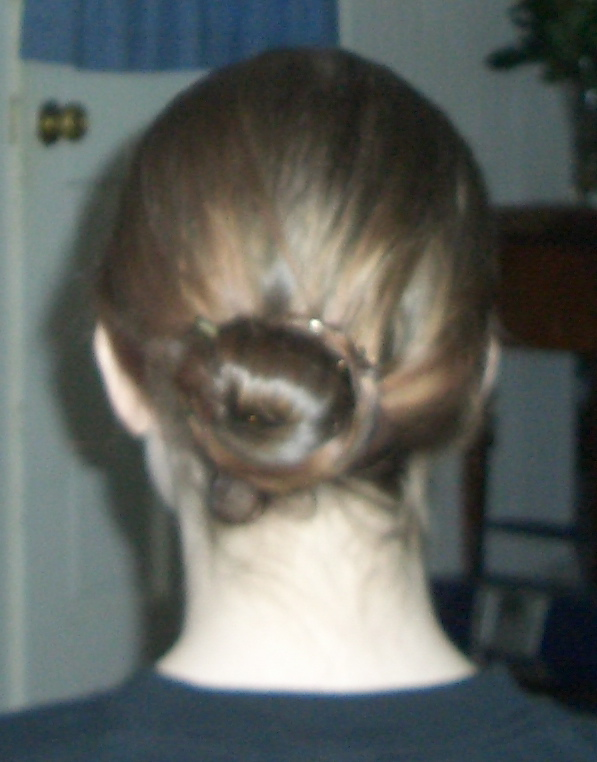
경단형의 번
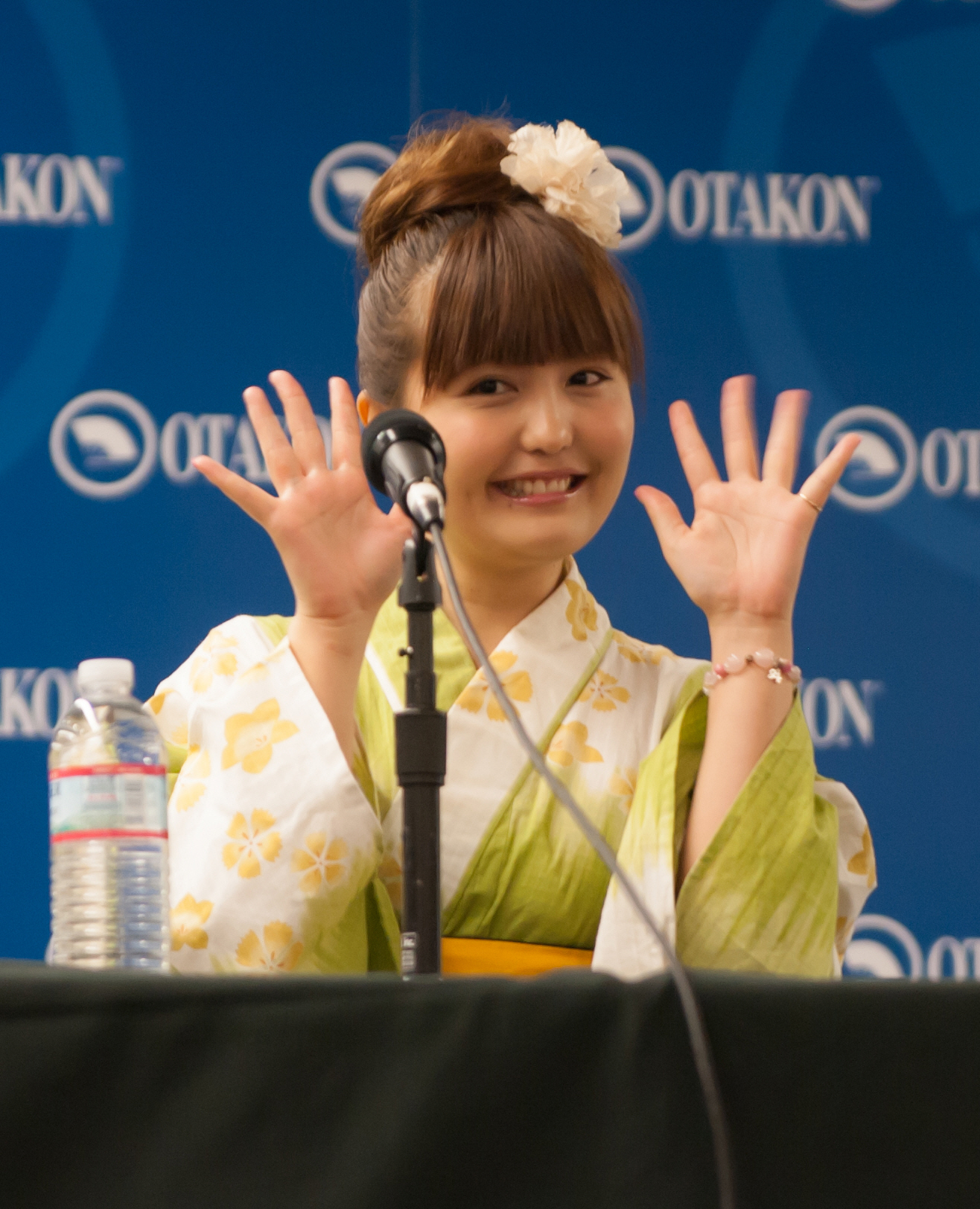
경단
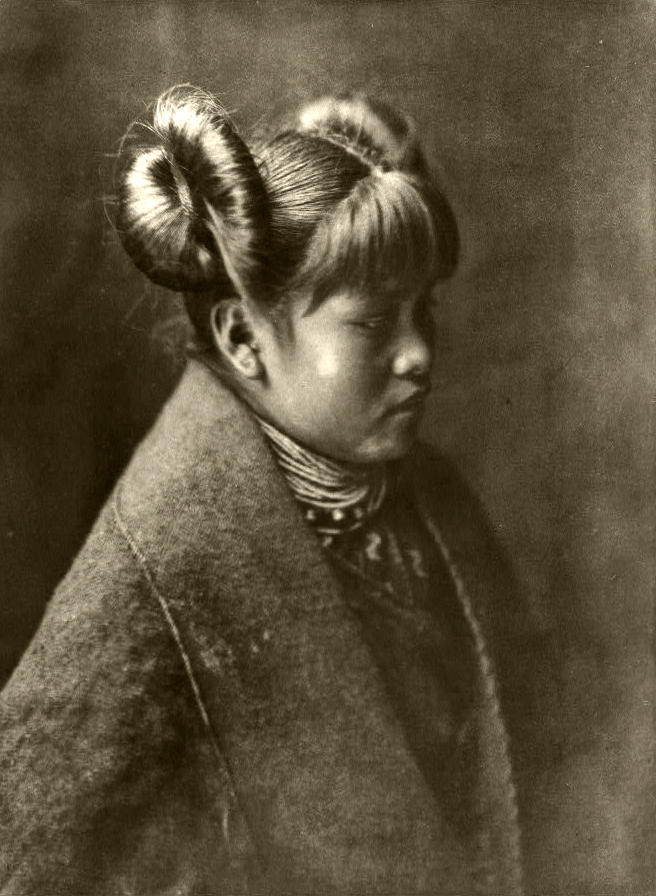
번 2개
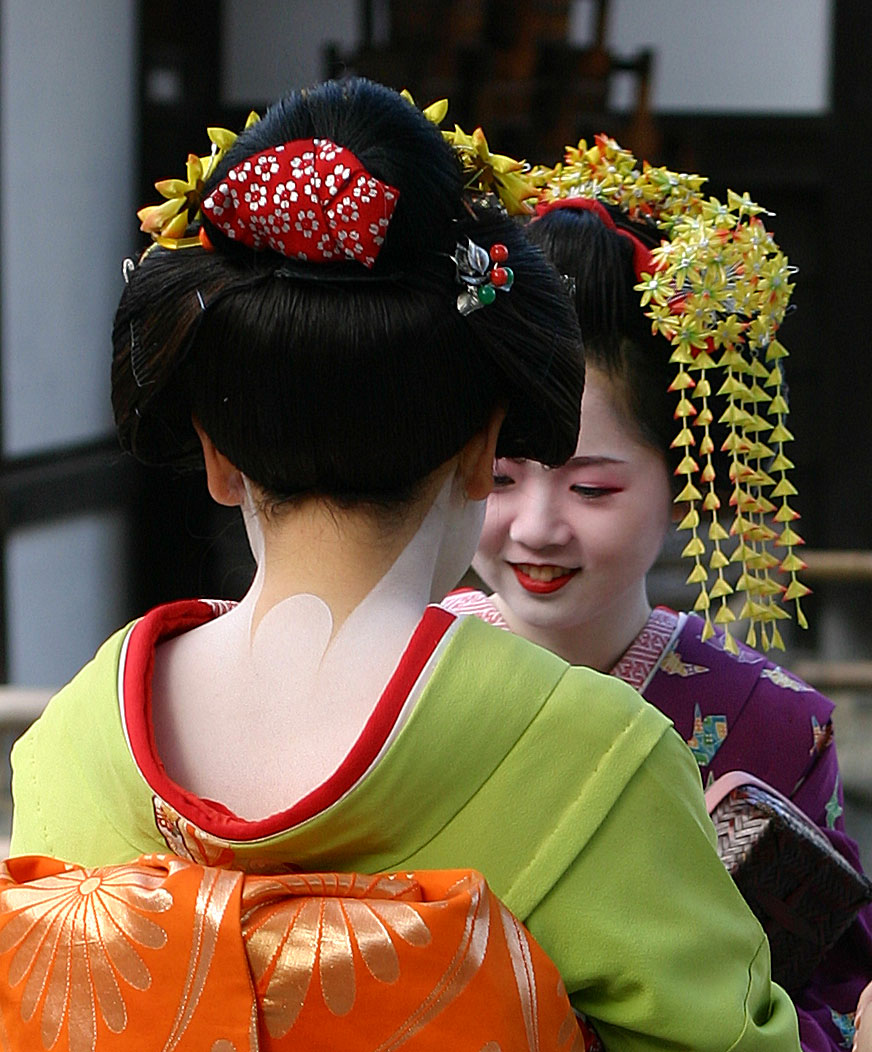
일본의 게이샤
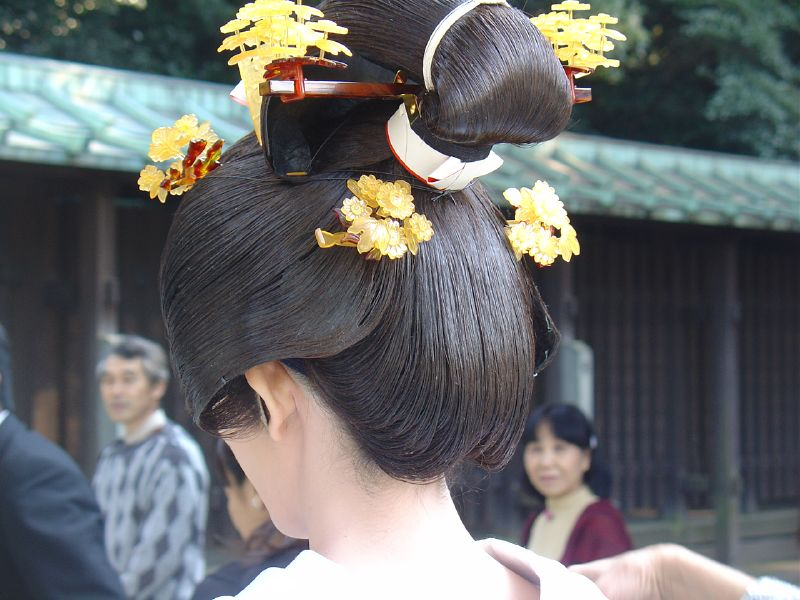
일본의 신부

## 같이 보기
- 인힐머리